# 고홍길
고홍길(高弘吉, 1943년 12월 8일~)은 대한민국의 정치인이다. 제14대 국회의원을 지냈다.

## 학력
- 금광초등학교 졸업
- 군산남중학교 졸업
- 군산고등학교 졸업
- 연세대학교 법학과 중퇴
- 영국 옥스퍼드 대학교(레이디 마가렛 칼리지)국제정치학 중퇴

### 비학위 수료
- 미국 켄터키 대학 마틴 행정대학원 행정정책과정 수료

## 주요 경력
- 민주당 문화교육국장
- 민주당 당무감사실장
- 민주당 교육연수위원회 부위원장
- 민주당 군산시 을 지구당 위원장
- 국민신당 군산시 을 지구당 위원장
- 새천년 민주당 교육특위부위원장
- 새천년 민주당 군산시 지구당 고문
- 대한민국헌정회 운영위원
- 새누리당 입당(전 민주당 국회의원20인합동-박근혜 후보 지지선언)

## 역대 선거 결과
|  | 29.2% |

|  | 1.70% |